# Phytophthora cinnamomi

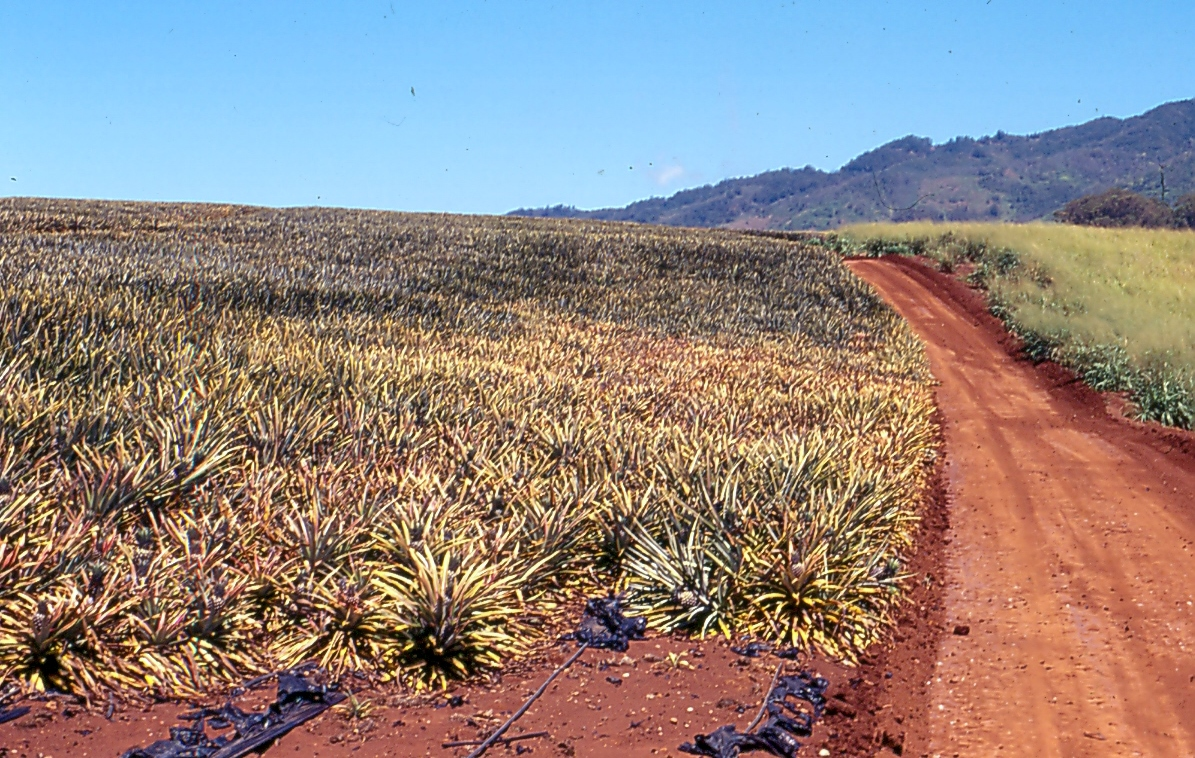
Plantacja ananasa porażona przez P. cinnamomi

Phytophthora cinnamomi Rands – gatunek organizmów należący do grzybopodobnych lęgniowców. Organizm mikroskopijny, saprotrof i pasożyt atakujący liczne gatunki roślin i wywołujący u nich chorobę zwaną fytoftorozą.

## Systematyka i nazewnictwo
Pozycja w klasyfikacji według Index Fungorum: Phytophthora, Peronosporaceae, Peronosporales, Peronosporidae, Peronosporea, Incertae sedis, Oomycota, Chromista.
Synonim:
- Phytophthora cinnamomi Rands 1922 var. cinnamomi
- Phytophthora cinnamomi var. parvispora Kröber & Marwitz 1993
- Phytophthora cinnamomi var. robiniae H.H. Ho 2002[3].

## Morfologia
Na pożywce PDA tworzy białe kolonie o charakterystycznym kształcie kwiatu róży lub kamelii. Najlepiej rozwija się w temperaturze 24–28 °C, przestaje rosnąć w temperaturze poniżej 5–6 °C i powyżej 32–34 °C. Strzępki o szerokości 15–13 μm z wyraźnymi zgrubieniami w kształcie guzków. Zgrubienia te występują na całej długości strzępek. Zoosporangia tworzą się zarówno przez proliferację wewnętrzną, jak i zewnętrzną. Nie posiadają brodawek i zdolności do opadania. Mają kształt jajowaty, elipsoidalny lub odwrotnie gruszkowaty i wymiary 7–14 × 20–63 μm.
Gatunek heterotaliczny. Kuliste lęgnie o gładkich ścianach i często zwężonej podstawie. Barwa od bezbarwnej do żółtobrązowej, wymiary 21–58 μm. Plemnie okołolęgniowe o wymiarach 19–21 × 16–17 μm. Oospory kuliste, w lęgni ułożone symetrycznie. Mają średnicę 19–54 μm. Kuliste chlamydospory mają średnicę 31–50 μm i wyrastają nie tylko na końcach strzępek, ale także na całej ich długości. Bardzo często powstają grupami podobnymi do kiści winogron.

## Występowanie
Jest rozprzestrzeniony na całym świecie. Atakuje bardzo liczne gatunki roślin, pod tym względem jest gatunkiem najbardziej polifagicznym w obrębie rodzaju Phytophthora. Opisano już ponad tysiąc gatunków roślin, na których pasożytuje. W strefie klimatu umiarkowanego atakuje niemal wszystkie drzewa liściaste, wywołując u nich chorobę o nazwie fytoftoroza drzew. U różaneczników powoduje zgorzel korzeni różanecznika.
Przebywa w glebie i na martwych resztkach organicznych porażonych roślin w postaci grzybni, zoospor lub chlamydospor. Grzybnia Phytophthora cinnamomi może w wilgotnej glebie przetrwać nawet 6 lat, chlamydospory mogą przetrwać również do 6 lat i to w glebie suchej lub w martwych tkankach roślin, zoospory około 6 tygodni. Chlamydospory tworzą się w glebie, żwirze lub tkankach roślinnych podczas okresów suchych, kiełkują i rozwijają się w obecności wody i składników pokarmowych.